# Jephta (Händel)
Jephta (HWV 70) is een dramatisch oratorium van Georg Friedrich Händel, het laatste dat hij in dit genre schreef. Het werk in drie delen dateert uit 1751 en is gecomponeerd op een libretto van Thomas Morell (1703-1784), gebaseerd op het verhaal van Jefta in Rechters 11:30-40 en de tragedie Jephthas sive votum van George Buchanan (1554).

## Geschiedenis
De vijfenzestigjarige meester begon aan de compositie in januari 1751, maar werkte die door opkomende gezichtsproblemen slechts met veel moeite af. Op 13 februari, toen Händel aan het einde van het tweede deel geraakt was, aan de aria How dark, O Lord, are Thy decrees!, nam de kwaal aanzienlijk toe. Hij noteerde in zijn moedertaal:

biss hierher kom(m)men den 13. Febr. 1751 [volgt het teken voor 'woensdag'] verhindert worden wegen relaxation [dat woord is doorgehaald] des Gesichts meines linken Auges so relaxt.

Een tijd lang moest hij het werk laten liggen. Tien dagen later ging het weer beter met het linkeroog, want op zijn zesenzestigste verjaardag (23 februari) hervatte hij het werk. In juni ging Händel kuren te Cheltenham Wells en hij liet zich ook aan zijn ogen behandelen door Samuel Sharp. De autograaf, die bewaard is gebleven, toont duidelijk de ontwikkeling van de ziekte.
Jephta werd pas op 30 augustus 1751 voltooid en voor het eerst onder leiding van Händel zelf uitgevoerd in Londen in het Theatre Royal op Covent Garden op 26 februari 1752. De uitvoering werd herhaald op 28 februari en 4 maart.
In de 19e eeuw werd Jephta vooral bekend door twee hoogtepunten: het dramatische recitatief Deeper, and deeper still uit het tweede bedrijf en de aria Waft her, angels, thro' the skies uit het derde bedrijf. Zij werden vaak, los van het complete werk, als een aaneensluitend geheel uitgevoerd.  
Als "dramatisch oratorium" - een door Händel bedachte mengvorm van oratorium en drama - kan Jephta concertant worden uitgevoerd zoals bij de première in 1752, maar ook worden opgevoerd in geënsceneerde vorm als opera in drie bedrijven.

## Verhaalverloop
1. Het verhaal handelt over Jefta, die door de Israëlieten wordt gesmeekt hen aan te voeren in de strijd tegen de Ammonieten. Jahwe staat niet aan hun zijde omdat zij andere goden vereren. Onder leiding van de godvruchtige Jefta zouden ze kans maken op de overwinning. Jefta, die met zijn vrouw Storgè, zijn dochter Iphis en haar verloofde Hamor uit achttien jaar ballingschap is teruggekeerd, stemt toe. Hij stelt als eis dat hij na de overwinning Israël mag besturen. Hij zweert dat hij als dank aan Jahwe de eerste persoon zal offeren die hij na de veldslag tegenkomt.
2. Als de overwinning inderdaad een feit is, wordt Jefta als triomfator binnengehaald. De eerste die hem tegemoetkomt blijkt zijn eigen dochter Iphis te zijn. Van ontzetting valt hij in zwijm. Als de omstanders horen van de eed die hij gezworen heeft, maken ze zich uit de voeten.
3. Jefta wil de belofte nakomen en Iphis is bereid haar leven te offeren voor God. In tegenstelling tot het Bijbelse verhaal verwachtte het achttiende-eeuwse publiek een optimistische afloop. Daarom liet Händel een deus ex machina ingrijpen in de handeling. Zo verschijnt op het kritieke moment een engel ten tonele die namens God diens beslissing herroept op voorwaarde dat Iphis zich aan God wijdt. Zij zal als godvruchtige maagd de rest van haar leven in een klooster doorbrengen. Gods naam wordt geprezen.

## Dramatis Personae
- Jephta (tenor)
- Iphis, zijn dochter (sopraan)
- Storgè, zijn vrouw (mezzosopraan)
- Zebul, zijn broer (bas)
- Hamor, verliefd op Iphis (altus)
- Engel (sopraan)
- Koor van de Israëlieten
- Koor van de priesters
- Koor van de maagden